# Отавіо (футболіст, 2002)
Отавіо Атаїде да Сілва (Otávio Ataide da Silva), відоміший під коротшим прізвиськом Отавіо (порт. Otávio; нар. 21 квітня 2002, Сан-Паулу) — бразильський футболіст, захисник португальського клубу «Порту». Виступав також за клуб «Фламенго». Чемпіон Бразилії. Володар Кубка Португалії та Суперкубка Португалії.

## Ігрова кар'єра
Отавіо народився 2002 року в місті Сан-Паулу, та є вихованцем футбольної школи клубу «Фламенго». У 2020 році футболіста перевели до основної команди клубу, проте за два роки він провів лише 1 матч у чемпіонаті Бразилії, і в 2022 році Отавіо відправили в оренду до клубу «Сампайо Корреа». У 2023 році футболіст перейшов до клубу «Фамалікан».
З початку 2024 року Отавіо грає у складі іншої португальської команди «Порту». У складі «Порту» футболіст став володарем Кубка Португалії та Суперкубка Португалії.

## Титули і досягнення
- Чемпіон Бразилії (1):

«Фламенго»: 2020
- Володар Кубка Португалії (1):

«Порту»: 2023–2024
- Володар Суперкубка Португалії (1):

«Порту»: 2024